# 李存美
李存美（？—？），应州人，后唐太祖李克用之子，生母不详，后唐庄宗李存勗之弟。
同光三年（925年）十二月辛亥，诏封邕王。李存美因为中风得病，半身不遂，居住在晋阳。郭从谦兵变，杀害庄宗，李存美没有被杀，但与李存礼不知所终。

## 延伸阅读
[在维基数据编辑]
 《舊五代史·卷51》，出自薛居正《舊五代史》